# Andries Noppert
Andries Noppert (sinh ngày 7 tháng 4 năm 1994) là một cầu thủ bóng đá người Hà Lan hiện thi đấu ở vị trí thủ môn cho câu lạc bộ Heerenveen và đội tuyển quốc gia Hà Lan.